# Trachelas femoralis
Trachelas femoralis là một loài nhện trong họ Trachelidae.
Loài này thuộc chi Trachelas. Trachelas femoralis được Eugène Simon miêu tả năm 1897.